# DB Netz
DB Netz AG – dawna spółka zależna Deutsche Bahn odpowiedzialna za zarządzanie infrastrukturą kolejową w Niemczech.

## Działalność
Przedsiębiorstwo zarządzało siecią kolejową o największej długości w Europie. W jej skład w 2009 r. wchodziło 34 tys. km linii kolejowych, 73 tys. rozjazdów, sieć trakcyjna, urządzenia sterowania i bezpieczeństwa ruchu rozlokowane w 4700 nastawniach. W zarządzie DB Netz znajdowało się także 27 900 mostów i wiaduktów oraz 797 tuneli o łącznej długości 482 km.
Spółka przestała istnieć 27 grudnia 2023 roku poprzez włączenie do nowo powstałej spółki DB InfraGO.